# Sierra de San Mamede
La sierra de San Mamede forma junto con la sierra de Queija, la sierra do Fial das Corzas y las montañas de Invernadeiro, el espacio natural más completo de alta montaña gallega, o gran macizo orensano. Pertenece a los municipios de Montederramo (al norte y al este), Baños de Molgas y Maceda (oeste) y Villar de Barrio (al sur). El punto más alto es el llamado Fonte do Santo, a 1618 metros de altitud, donde hay una capilla en honor del santo que da nombre a la montaña y donde se celebra una romería en la segunda semana de agosto. 

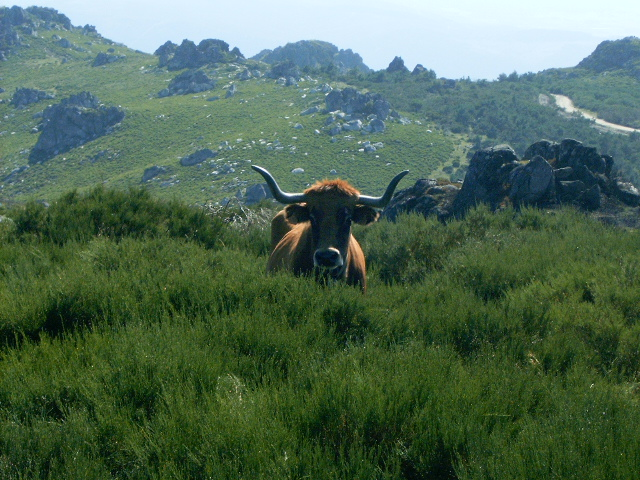
Vaca, cerca de la Fonte do Santo, el punto más alto de la sierra de San Mamede.

## Características

### Vegetación
En la cara este la vegetación es típica de un clima continental de alta montaña, la llamada región eurosiberiana gallega. Se encuentra vegetación de monte bajo, y bosques de coníferas resultado de la reforestación de los bosques. Por otro lado, dirigiendo la mirada hacia el oeste, bajando al valle de Maceda, aparecen los robles, castaños y abedules.

### Reserva Natural
Esta es un área protegida con la clasificación de Lugar de Importancia Comunitaria (LIC), miembro de la red Natura 2000 y en proceso de calificación como parque natural.
Hasta el año 2004 se mantuvo una reserva de ciervos y corzos en un recinto de la parte occidental que existe hoy en día y no se utiliza. Cerca de este recinto se encuentra el centro de educación ambiental Las Corcerizas. Este lugar se encuentra en el lado occidental de la montaña y se llama O Coudillo que es el apellido de la familia dueña de ese lugar hasta que en los años 50 el Estado hizo una compra convenida con el fin de construir una residencia de verano para el dictador Francisco Franco, ese proyecto nunca se construyó. Cancelado el proyecto, se le ha dado un uso forestal como la casa del guarda forestal. En los 80 comienza a sufrir un paulatino abandono que concluye en el 2003 con un total abandono de las instalaciones.
La sierra de San Mamede se divide entre las diferentes parroquias en cada uno de los cuatro municipios que la forman. Así, estas aldeas en las montañas utilizan sus bosques comunales como un lugar de pasto para el ganado, sobre todo el ganado vacuno y como zonas productoras de madera.

## La fauna
Repartidos por toda la sierra se pueden encontrar ciervos, corzos, jabalíes y lobos, además de conejos y liebres, indicadores claros de las regiones de la Galicia interior. En cuanto a las aves, la perdiz, el somormujo, el martín pescador, águilas y halcones.